# El fantasma de la ópera (miniserie)
The Phantom of the Opera es una miniserie de televisión de 1990 bajo propiedad de la cadena estadounidense NBC, esta se conforma de dos únicos episodios, ambos dirigidas por Tony Richardson bajo el guion de Arthur Kopit; la miniserie cuenta con las actuaciones principales de Charles Dance como Erik, el fantasma de la ópera, Teri Polo como Christine (la joven cantante de la que el "fantasma" cae enamorado) y Burt Lancaster como Gerard Carriere (el antiguo gerente de la ópera Garnier). La adaptación se fundamenta en el anterior trabajo del antes mencionado Arthur Kopit, "Phantom" (para su entonces no producida obra musical). "Phantom" es un libro escrito por el susodicho que cuenta con la música y las líricas de Maury Yeston, la trama del libro/miniserie/musical se encuentra basada libremente en la novela de Gastón Leroux, "Le Fantome de l'Opera" (1910).
Curiosamente, una de las razones de la creación la miniserie fue debido a que los inversores de la compañía de Yeston habían retirado sus fondos para la creación de una obra de teatro ante al enorme "¡Boom!" que obtuvo el musical de Andrew Lloyd Webber en 1986 cuando este debutó en el West End, debido a esto los hombres no lograron obtener el monto suficiente como para presentar su obra en Broadway. Años más tarde y después de haber realizado un anterior trabajo con la NBC en "Hands of a stranger", Kopit tuvo la oportunidad de reescribir el guion del libro para la realización de la miniserie y (con el apoyo de Yeston) venderlo a la cadena, esto con la esperanza de que la gente viera la miniserie y pensara que de hecho sería un buen musical; más tarde aquel deseo se volvió en una realidad, siendo este producido por "Theather under the stars".
Por otra parte, este no sólo influyó en el guion de la miniserie, sino que también fungió como coproductor del programa.

## Argumento
Primera parte:
"El fantasma de la ópera" (Charles Dance) es un desfigurado genio musical llamado Erik, quien vive en el sótano de la Ópera Garnier debido a una «horripilante» deformidad, la cual le retiene de salir al mundo exterior. Este tiene un papel importante en la gestión de cada temporada de ópera llevada a cabo en lugar, esto a través de su amigo Gerard Carriere (Burt Lancaster) quien es el gerente del lugar. Sin embargo, después de muchos años de relativa tranquilidad, la vida de Erik cambia drásticamente cuando Gerard es cesado y remplazado por un nuevo gerente, Choleti (Ian Richardson); el cual no se traga en lo absoluto el cuento del fantasma, cosa que pone en peligro la seguridad de Erik.
Por otro lado, la esposa del nuevo gerente, Carlotta Choleti (Andrea Ferreol) es una mujer mimada con una mala personalidad y particularmente pedante respecto a sus habilidades musicales (a pesar de que esta carece de las mismas). Se hace obvio a través de los comentarios de los trabajadores y el reproche del propio Choleti ante la explicación y advertencias de Gerard a cerca del fantasma que este compró el puesto de gerente de la ópera (seguramente para impulsar la carrera de Carlotta). 
Erik por su parte aborrece al par e incluso en algún momento llega a bromear con Gerard a cerca de asesinarlos a ambos (cosa que no termina por suceder).
En un inicio el "fantasma" se plantea el hacerles creer la historia del ente que deambula por la ópera; sin embargo esto no dura mucho y rápidamente cambia de plan, el cual paso de convencerlos a sencillamente deshacerse de estos.
A la par que todo esto sucedía, una joven llega a la ópera para tomar clases de canto, esto recomendada por el conde Philippe, quien era uno de los mayores mecenas del sitio, este escuchó cantar a Christine en una feria local y debido a ello le otorgó a la misma una recomendación por escrito la cual la chica llevaría consigo; sin embargo Christine da con la mala suerte de llegar justo en el momento en el que Gerard (el antiguo gerente) ha sido despedido. La carta antes mencionada llega a manos de Choleti, quien termina por recurrir a su esposa para tratar el problema, mas esta tan sólo desprecia a Christine debido a sus prendas y origen; aunque esto no tarda mucho en cambiar en cuanto la mujer se entera por quien es que la chica esta recomendada, pero al fin y al cabo termina por sencillamente dejarla como reemplazo de Joseph Buquet para que le ayudase en cuestiones de vestuario, ya que la Carlotta había recibido una supuesta renuncia escrita por el hombre, mas en realidad este fue asesinado por el "fantasma" al Joseph bajar a los sótanos de la ópera y dar con Erik; sin embargo todo esto puedo quedar oculto gracias a la ayuda de Gerard, quien realizó la coartada.
La joven por su parte se conforma con el puesto, después de aquello es auxiliada por el portero, quien se compadece de Christine al saber que esta no cuenta con ningún alojamiento, de este modo dejándola "vivir" en una especie de cuarto que se encuentra dentro de la propia ópera. Allí tiene un acceso directo al escenario del edificio, en el que (por primera vez) Erik le escucha y le ve cantar (esto debido a que el hombre pudo escuchar a Christine tararear una melodía, de este modo logrando captar su interés).
Un día después de ello, Christine se queda un más tarde en el edificio para terminar sus labores. Aprovechando esto (cuando el lugar se halló casi en su totalidad vacío) Erik se dio a la tarea de acercarse a esta con la excusa de querer convertirla en su alumna; además de justificar el porque de que este portase una máscara.
Después se nos deja claro que a pesar de que la chica no aceptó al instante, no tardo en tomar la propuesta del hombre y convertirse en su alumna. 

Durante el proceso de aquello, el "fantasma" mandaba cartas a la actual gerencia respecto a sus normas y exigencias; entre ellas se encontraba que la Carlotta no cantara en la temporada de ópera y que el palco número cinco se mantuviera disponible para su uso exclusivo. Al sus peticiones no ser cumplidas, toma "ligeras" represalias, asustando a los espectadores que ocupaban su lugar y armando artimañas contra la Carlotta.
En ese breve transcurso Erik va desarrollando un repentino apego (amor romántico) por su reciente alumna, Christine. Sin embargo, para su mala suerte el conde de Chagny no tarda en aparecer por la ópera; este parece ser todo un éxito entre las mujeres y se pueden ver claros indicios de que el joven también se encuentra ligeramente interesado en Christine; por equis razones este termina por organizar una celebración para toda la compañía, en la que promete a Christine ser su invitada de honor si es que esta se presenta. La chica por su parte bajo la recomendación de su maestro decide ir a la fiesta, debido a que allí podrá aprovechar para mostrar sus (ahora pulidos) dotes musicales. Por su parte su "presentación" resulta ser todo un éxito, incluso logrando que le contratasen para más tarde darle el papel de Margarita en Fausto.

Después de su reciente triunfo, esta sale a celebrar junto con el conde, sin aparentemente saber que Erik, su maestro, había ido a verle.
Es durante este pequeño transcurso cuando se revela que el conde y Christine fueron en algún momento amigos de infancia que fueron separados por razones un tanto ambiguas. Tiempo más tarde, la joven se percata de la hora que era, al saberlo no tardó ni un segundo en pedirle al conde que le dejara en un sitio específico, esto para presentarse al lugar acordado por ella y su maestro; sin embargo cuando finalmente había entrado a la habitación, no le halló por ninguna parte.
Por otro lado, Carlotta descubre en donde es que ha estado residiendo Christine; pero esta no le toma importancia al en su lugar estar interesada en saber en quien fue el maestro de canto de la chica. Allí es cuando se desvelan unas cuantas a cerca de quien pudo haber estado dándole clases de la joven.

Más tarde volvemos a ver a Erik y a Christine juntos, allí, la mujer intenta mentir al contrario a cerca de con quien estuvo "celebrando" la otra noche; Erik finge no saber nada al respecto y no aparenta querer reprocharle nada, pero rápidamente la chica termina por contarle la verdad, justificando sus acciones a través del pensamiento de que no quería hacerle daño alguno al hombre.
De allí se salta hasta la presentación de Fausto. Christine está notablemente alterada, y debido a ello Carlotta se aprovecha de la situación con mayor facilidad al esta darle de beber un supuesto veneno que causó que la chica perdiera la voz en medio de su actuación; debido a esto es abucheada por el público. Erik molesto debido a como han resultado las cosas y cegado por la ira, termina por arreglárselas para tirar el candelabro de la sala y llevarse a Christine consigo a su escondite/hogar.

Segunda parte:
- Datos: Q837966